# Equação de Nernst

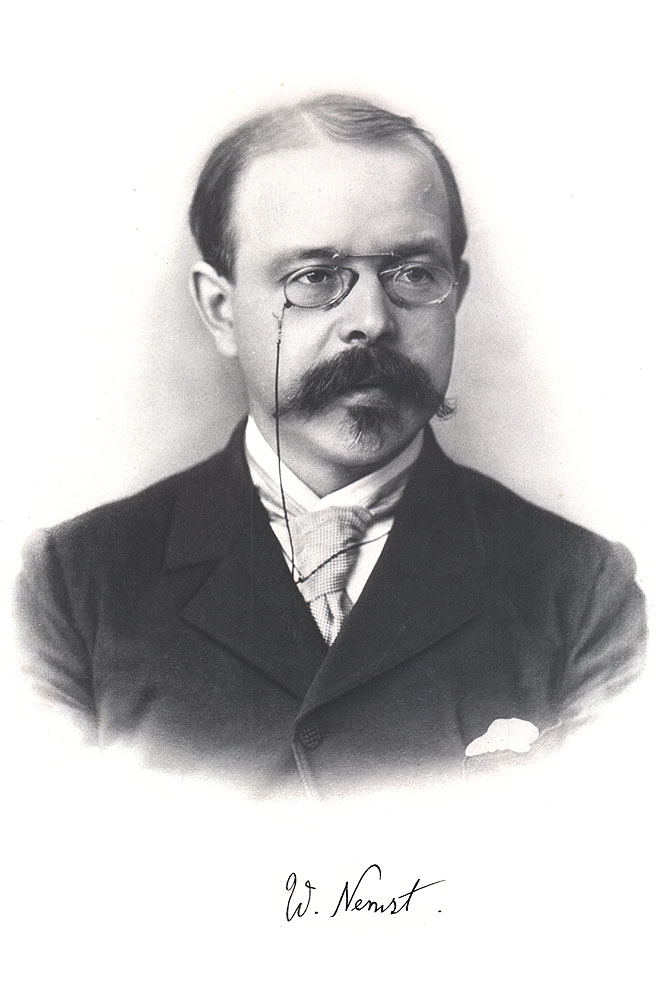
Walther Nernst

Em eletroquímica, a equação de Nernst é a relação quantitativa que permite calcular a força eletromotriz de uma pilha para concentrações de íons diferentes de uma unidade. Também usado para cálculos em titulação de oxidação-redução. Foi desenvolvida pelo químico e físico alemão Walther Nernst.
A variação de energia livre, ΔG, de qualquer reação e variação de energia livre padrão, ΔG°, estão relacionadas por meio da seguinte relação:
{\displaystyle \triangle G=\triangle G^{0}+RTlnQ}
Onde {\displaystyle Q} é a expressão da lei de ação das massas da reação. Para uma reação de oxirredução, temos que:
{\displaystyle \triangle G=-nFE}
e
{\displaystyle \triangle G^{0}=-nFE^{0}}
Assim, para uma reação redox, temos:
{\displaystyle -nFE=-nFE^{0}+RT\ln Q}
ou
{\displaystyle E=E^{0}-{\frac {RT}{nF}}\ln Q}
Sendo:
- R = 8,315 J K-1 mol-1;
- T = 298,2 K (25 °C);
- F = 96485 C mol-1

Substituindo na equação acima os valores de R, T e F, tem-se:
{\displaystyle E=E^{0}-{\frac {0,0257}{n}}\ln Q}
De forma alternativa, esta equação pode ser escrita em termos de logaritmo decimal:
{\displaystyle E=E^{0}-{\frac {0,0592}{n}}\log Q}
Nessa equação, o significado de seus componentes é o seguinte: Eº é a força eletromotriz ou potencial normal da pilha correspondente (que se obtém a partir dos potenciais normais dos eletrodos); R é a constante universal dos gases; T é a temperatura em escala absoluta; F é a carga elétrica de um mol de elétrons; n é o número de mols de elétrons transferidos; Q é o quociente de reação. Esse quociente é o produto das concentrações das espécies ativas do segundo membro da reação de oxi-redução, elevadas a seus respectivos coeficientes estequiométricos (coeficientes que precedem as fórmulas na equação química equilibrada), e seu denominador é o produto análogo das concentrações dos reagentes.

## Potenciais-padrão e constantes de equilíbrio
Quando um sistema atinge o equilíbrio, a energia livre dos produtos é igual à energia livre dos reagentes, ou seja, ΔG = 0. Quando este sistema pertence a uma célula galvânica, a célula não produz tensão, ou seja, "E" da célula é zero, pois não existe reação ocorrendo em nenhum dos sentidos. No equilíbrio, a expressão Q da lei de ação das massas passa a ser igual a K. Sendo assim, nestas condições, a equação de Nernst passa a ser escrita como:
{\displaystyle 0=E^{0}-{\frac {RT}{nF}}\ln K}
ou
{\displaystyle E^{0}={\frac {RT}{nF}}\ln K}
Que a 25 °C, fica:
{\displaystyle E^{0}={\frac {0,0257}{n}}\ln K}
ou
{\displaystyle E^{0}={\frac {0,0592}{n}}\log K}
Em qualquer uma destas formas, torna-se possível calcular E0 a partir de K, ou vice versa. 

## Limitações
Em soluções diluídas, a equação de Nernst pode ser expressa diretamente em termos de concentrações (uma vez que os coeficientes de atividade estão próximos da unidade). Mas em concentrações mais altas, as verdadeiras atividades dos íons devem ser usadas. Isso complica o uso da equação de Nernst, uma vez que a estimativa de atividades não ideais de íons geralmente requer medições experimentais. A equação de Nernst também se aplica apenas quando não há fluxo de corrente líquida através do eletrodo. A atividade dos íons na superfície do eletrodo muda quando há fluxo de corrente e há termos adicionais de sobrepotencial e de perda resistiva que contribuem para o potencial medido. Em concentrações muito baixas dos íons determinantes de potencial, o potencial previsto pela equação de Nernst se aproxima de ± ∞. Isso não faz sentido fisicamente porque, sob tais condições, a densidade da corrente de troca torna-se muito baixa e não há equilíbrio termodinâmico necessário para que a equação de Nernst se mantenha. O eletrodo é denominado não envenenado nesse caso. Outros efeitos tendem a assumir o controle do comportamento eletroquímico do sistema.